# Seno Malfanti
Seno Malfanti (spanisch, in Argentinien Seno Gusano) ist eine Bucht am südlichen Ausläufer der Nansen-Insel in der Wilhelmina Bay an der Danco-Küste des Grahamlands im Norden der Antarktischen Halbinsel. Sie liegt zwischen den Landspitzen Patcha Point und Punta Flauta.
Chilenische Wissenschaftler benannten sie nach Enrique Malfanti Pérez, einem Teilnehmer der 10. Chilenischen Antarktisexpedition (1955–1956), der dabei zur Landungsmannschaft auf der Peter-I.-Insel gehört hatte. Der Hintergrund der argentinischen Benennung ist nicht überliefert.